# Fishing on Orfű
A Fishing on Orfű egy könnyűzenei fesztivál Orfűn, a Pécsi-tó melletti Panoráma Campingben, melyet először 2008-ban rendeztek meg. A fesztivál nevét a pécsi Kiscsillag együttes kislemezének címéről, illetve a korongon található, Rátgéber Lászlóval közösen jegyzett, azonos című szerzeményről kapta. Az orfűi fesztivál elsősorban két személyhez köthető: Lovasi Andráshoz és Kálocz Tamáshoz. A kezdeti években a Fishing on Orfűt alterfeszt-ként is aposztrofálták, ám ez a címkét pár év után elhagyták. Mára a Fishing on Orfű az egyik legbarátságosabb fesztivál hírében jár, amely szponzorok nélkül, a kommerszre nemet mondva kerül megrendezésre, és amely 2014 óta elővételben telt házas. 

## Helyszín

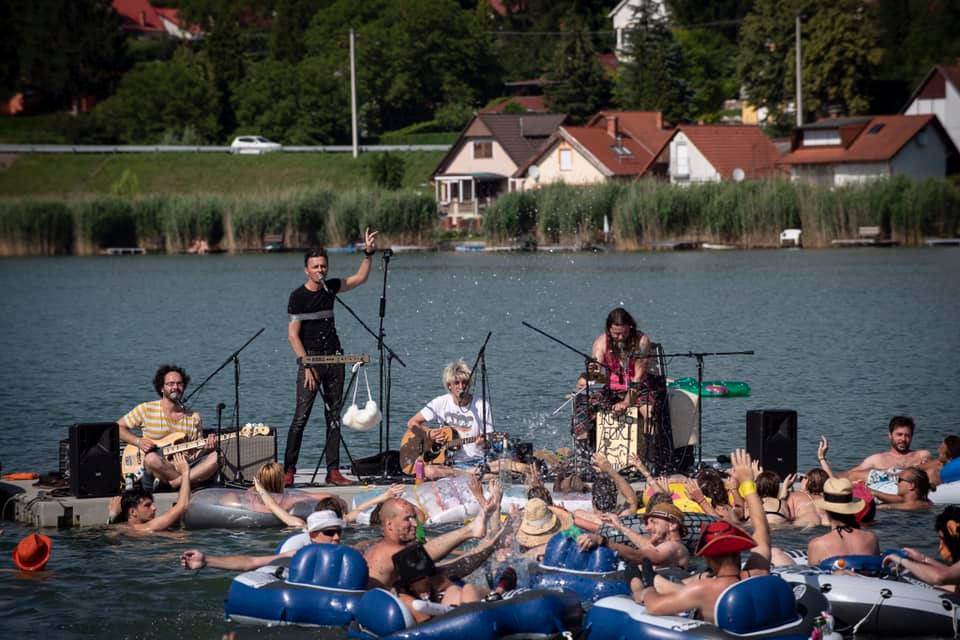
A Rühös Foxi együttes a 2019-es fesztiválon

Orfű, a Mecsek egy medencéjében, Pécstől 15 km-re található. A rendezvénynek a Panoráma Camping ad helyet.

## Története
2008 és 2012 között 3 napos volt a rendezvény. 2008-ban a három napos rendezvényen ötvenkét együttes lépett fel négy színpadon. A zene mellett egyéb szórakoztató programmal is készültek a szervezők, úgy mint póker, pecázás vagy tó átúszás. 2008-ban a fesztivál egyik eseménye a Nagy tóugrás volt. Rátgéber László, a Mizo Pécs 2010 női kosárlabdacsapat egykori edzője megkísérelte átugrani a Pécsi-tavat. Személyi trénere Lovasi András volt. Rátgéber „az embert próbáló tréning ellenére sem tudta átugrani a tavat”.
2013-ban rendeztek először nulladik napot, azóta minden évben 4 napos a rendezvény. Egyetlen kivétel a 2017-es jubileumi év volt, amikor 5 napos fesztivált rendeztek. Ebben az évben tartotta Lovasi a fesztiválon az 50. születésnapi koncertjét.
2020-ban a Covid19-járvány miatt a rendezvény időpontja előbb augusztusra lett eltolva, majd végül – az 500 fő feletti tömegrendezvényekre vonatkozó korlátozás miatt – elmaradt.
| Esemény | Dátum                        |
| ------- | ---------------------------- |
| I.      | 2008. június 19-21.          |
| II.     | 2009. június 18-20.          |
| III.    | 2010. június 17-19.          |
| IV.     | 2011. június 23-25.          |
| V.      | 2012. június 21-23.          |
| VI.     | 2013. június 19-22.          |
| VII.    | 2014. június 18-21.          |
| VIII.   | 2015. június 17-20.          |
| IX.     | 2016. június 22-25.          |
| X.      | 2017. június 20-24.          |
| XI.     | 2018. június 20-23.          |
| XII.    | 2019. június 19-22.          |
| XIII.   | 2021. augusztus 24-28.       |
| XIV.    | 2022. június 29. – július 2. |
| XV.     | 2023. június 28. – július 1. |
| XVI.    | 2024. június 26-29.          |
| XVII.   | 2025. június 25-28.          |

## Díjak, elismerések
- Artisjus-díj Az év könnyűzenei produkciója (2018)[8]